# Sollner Säule

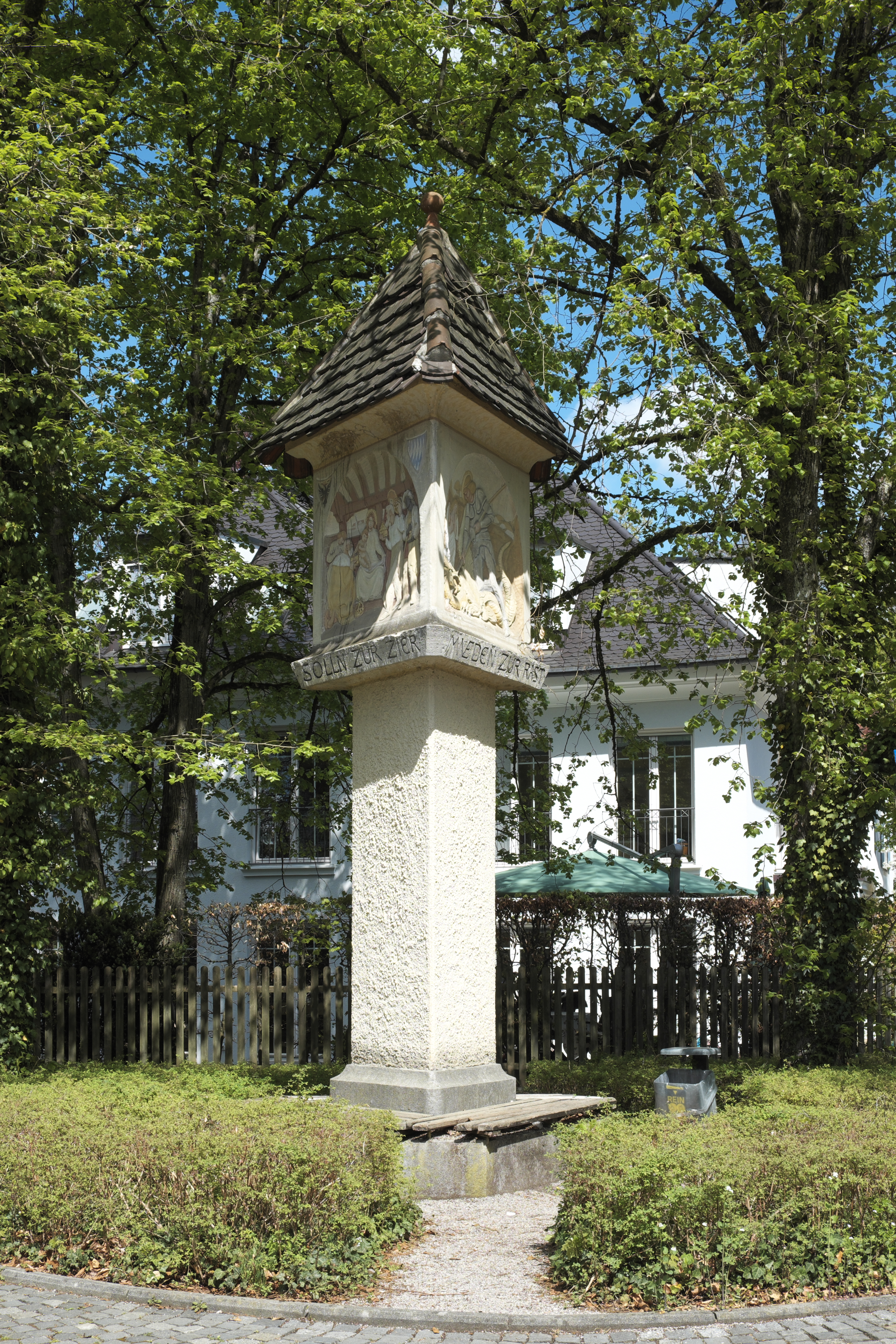
Sollner Säule

Die Sollner Säule ist ein Bildstock im Münchner Stadtteil Solln.

## Lage
Die Sollner Säule befindet sich in der Villenkolonie Solln in der Gabelung Sollner Straße/Lommelstraße. Der Standort ist etwa 100 Meter nördlich des Zentrums der Villenkolonie, das durch die ehemalige Hubertusapotheke und das Gasthaus zum Hirschen, nahe dem S-Bahnhof Solln, gebildet wird.

## Geschichte
Der Bildstock wurde 1911 vom Bildhauer Balthasar Schmitt geschaffen, von dem auch mehrere Werke in der Sollner Pfarrkirche stammen und der seinen Wohnsitz in Solln unweit des Bildstocks, in der Schieggstraße,  hatte. Er war keine Auftragsarbeit, sondern wurde von Schmitt aus eigenem Antrieb errichtet. Eine der Inschriften auf dem Bildstock lässt vermuten, dass der in der Nähe wohnende Hofkonditor Ludwig Hof Geld zum Bau des Bildstocks beisteuerte.
Hinter dem Bildstock befand sich früher ein Holzhaus, in dem von 1936 bis 1945 der Schriftsteller Werner Bergengruen wohnte und das im Zweiten Weltkrieg zerstört wurde.
Die Sollner Säule ist heute in die Bayerische Denkmalliste eingetragen.

## Beschreibung

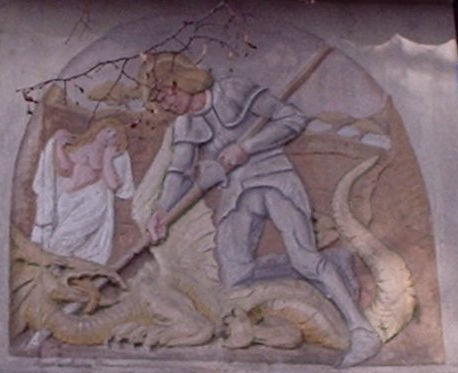
Relief des hl. Georg als Drachentöter

Der große Bildstock hat drei Seiten und ein Zeltdach. Auf seinem Sockel ist eine hölzerne Sitzfläche angebracht, die ihn umgibt. An den Seiten befinden sich drei Reliefs, die die Anbetung der Könige, die Enthauptung Johannes’ des Täufers und den heiligen Georg als Drachentöter zeigen. Das Relief Johannes’ des Täufers ist ein Bezug auf den Namenspatron der Sollner Pfarrkirche und der alten Sollner Kirche.
Unter den Reliefs stehen die Inschriften „SOLLN ZUR ZIER“, „MUEDEN ZUR RAST“ und „BALTH: SCHMITT v. LVD: GvR. HOF 1911“.
Der traditionelle Stil des Bildstocks ist im Sinne der damaligen Heimatbewegung.